# Vrchy
Vrchy (d. Valtéřovice, niem. Waltersdorf) – gmina w Czechach, w powiecie Nowy Jiczyn, w kraju morawsko-śląskim. Według danych z dnia 1 stycznia 2012 liczyła 209 mieszkańców.
Miejscowość po raz pierwszy wzmiankowana została w 1437. Pierwotnie należała do księstwa opawskiego, lecz jako część klucza fulneckiego w 1480 roku została przepisana do Moraw.
Dawniej częścią Walterzowic były Gručovice, obecnie jest to jedyna morawska część śląskiej gminy Březová (powiat Opawa).